# Зоценко Володимир Миколайович
Володимир Миколайович Зоценко (*2 березня 1953 р., Ніжин – †4 грудня 2009 р., Київ) – кандидат історичних наук, доцент Національного університету Києво-Могилянська академія й Духовної академії УПЦ Київського патріархату, науковий співробітник відділу археології Києва ІА НАН України – провідний спеціаліст і найактивніший дослідник історичних зв'язків Київської Русі з країнами Північної Європи, автор понад 150 наукових праць, у тому числі розділів до «Давньої історії України».

## Життєпис
Народився в родині військовослужбовця. Після народження сина батьки невдовзі переїхали до Прибалтики, куди молодого лейтенанта Миколу Зоценка, випускника Ніжинського педінституту за спеціальністю «українська філологія», направили служити у складі військ спеціального призначення СРСР. Вже у зрілому віці Володимир, не без співчуття до батька, пригадував незавидну долю останнього, якого примусили змінити свій життєвий шлях. Сам же Володимир, скільки себе пам'ятав, спостерігав якнайглибший інтерес у його родині до української історії, літератури, й не уявляв себе інакше як археологом. 
Уже школярем у Східній Німеччині, куди перевели батька, захоплюється історичною й археологічною літературою, знайомиться з багатотомною «Історією України-Руси» Михайла Грушевського. Тут же він з'ясовує, що його рідна мати (до шлюбу Рей Лідія Карлівна), була німкенею, прекрасно володіла рідною мовою, її родина була з переселенців, які жили на півдні України.
Оскільки батьки після завершення служби планували повернутися до України, Володимир 1970 року вступає на перший курс історичного факультету Ніжинського педінституту. Дитяче захоплення поступово переросло в серйозне зацікавлення, він прагне якомога ближче познайомитися з археологічними дослідженнями. 1970 р. студент Зоценко бере участь у розкопках Старокиївської частини Києва під керівництвом В. К. Гончарова, а з 1971 до 1973 р. працює землекопом і лаборантом у складі Подільського загону Київської експедиції (під кер. П. П. Толочка, К. М. Гупала), розкопками якого в котловані метробуду на Контрактовій площі та на території будівництва Житнього базару на Подолі було зроблено велике наукове відкриття – вперше відкриті знамениті київські зруби. Відтоді доля В. Зоценка назавжди пов'язана з міською середньовічною археологією.
Із завидною самостійністю шукає він дані з дерев'яного будівництва: студіює літописи, актові матеріали. Результатом цього стала дипломна робота, присвячена масовій забудові стародавнього Києва, захищена в Чернігівському педінституті 1974 р., вперше за історію цього вузу, оскільки дипломні роботи у педвузах не були обов'язковими. І хоча працю не вдалось опублікувати, це було повновартісне наукове дослідження. 
Після закінчення ВУЗу Володимир Миколайович спочатку вчителює, згодом – на посаді заступника директора Остерського краєзнавчого музею. Його пошуковою темою як аспіранта Інституту археології з 1975 р. стала проблема історико-економічних зв'язків стародавнього Києва з Південно-Східною Прибалтикою ІХ – поч. ХІІІ ст., захищена як дисертація кандидата історичних наук (1984 р.). 
1979 року він починає самостійні розкопки стародавнього Вишгорода, де остаточно сформувався як археолог-польовик. Уперше за тривалу історію досліджень міста вдалось отримати повну стратиграфічну колонку центру Вишгородського городища, виявити й дослідити ряд осередків металургійного виробництва, з'ясувати питання історичної топографії. Протягом усього життя В. Зоценко залишався одним із основних пам'яткоохоронних експертів. Матеріали його розкопок увійшли до узагальнюючих праць з археології України, а сам автор у своїх публікаціях неодноразово торкався цих сюжетів. Остання об’ємна розвідка, в якій із властивою Володимирові вичерпністю зроблено археологічний огляд історії Вишгорода, опублікована в Борисоглібськом збірнику (Париж, 2009 р.). 
Тут варто перервати на мить біо-хронологічний опис і охарактеризувати час, у якому формувався В. Зоценко на шляху до свого «maturusu» (лат. «достигання»). 1970–1980-ті рр. були добою важливих археологічних відкриттів на території України. Крім вищезгаданих сенсаційних розкопок на Київському Подолі, увагу світу привернули розкопки Товстої Могили, проведені під керівництвом Бориса Мозолевського. Та це була лише видима поверхня археології. У її «підґрунті» точилися запеклі теоретичні дискусії, зокрема, в археологічному середовищі СРСР назрівала нова хвиля суперечок з проблеми так званого «норманізму». Річ у тім, що праці радянських істориків-класиків Б. Д. Грекова і М. М. Тихомірова про абсолютно автохтонний етногенез східних слов'ян і створення ними держави, що вінчала еволюційну лінію розвитку від Трипілля через скіфів до створення Київської Русі, вже почали переосмислювати, а деякі тези піддавати сумніву. Наукові кола, особливо в Ленінградському університеті, де проводилися найактивніші дискусії з даної теми (діяв постійнодіючий семінар), охоплює атмосфера відсутності «єдиномислія». За своєю суттю так звана «норманська проблема», яка до того не мала наукового змісту й була привнесена в науку ззовні, точніше з ідеології, мала стати, на думку «бунтівників», предметом наукових досліджень, якими було б остаточно з'ясовано роль скандинавського компоненту, або питомої ваги скандинаво-варягів у нашій історії. Це власне була спроба відновити свободу думки, поставити на наукову основу одну з найбільш контроверсійних проблем історії Русі. Київ здалеку спостерігав за дискусією, що в основному точилася між Ленінградом і Москвою, де позиції «антинорманістів» були традиційно сильнішими.
Першим, хто в Україні повною мірою відчув асиметрію, що з роками накопичувалась, окрім всього іншого і через відсутність достатньо регулярних зв'язків із науковими центрами Скандинавії, став Володимир Зоценко. Із властивою йому енергією та цілеспрямованістю він узявся за досить складну працю – створення вичерпного каталогу скандинавських старожитностей на території Південної Русі. Спочатку довелось опанувати загальновизнані в західноєвропейській археології типології археологічних матеріалів «доби вікінгів». Але складність виявилася не тільки в тому, аби розпізнати серед масового археологічного матеріалу, здобутого розкопками давньоруських міст і поселень скандинавські артефакти. В інших археологічних контекстах, зокрема Південної Русі, кожна з таких речей (а це були численні побутові предмети особистого користування, зброя, спорядження коня, прикраси й оздоблення одягу, атрибути культу тощо), набувала зовсім іншого смислу і здебільшого не збігалася з тим, що стояло за нею в контекстах Скандинавських країн. Окремо розглядалася тема так званих «гібридних» матеріалів – предметів, виготовлених на Русі з використанням скандинавських або інших елементів.
Більшість згаданих проблем В. Зоценку вдалося поставити та розкрити вже готуючи матеріали про торгівлю й грошовий обіг до третього тому «Давньої історії України». Наступним етапом стала підготовка (під науковим керівництвом В. Зоценка) каталогу скандинавських старожитностей на території України. Роботу вдалось успішно завершити: каталог готується до друку в Москві. Очевидно, він стане ще одним кроком до відновлення втраченої симетрії. Варто сказати кілька слів і про головну працю, що надто тяжко писалася дослідником, і перший варіант якої (понад 300 сторінок), утрачений. Монографія завершена напередодні трагічної події. Він готував її як докторську дисертацію, але праці судилося стати реквіємом. У ній понад п'ятсот сторінок, друкованих через один інтервал Одразу підпадаєш під владу авторської переконливості, яку він підтверджує численними аргументами. Неповторна манера, величезна, інколи обтяжлива кількість спеціальних термінів і формулювань, за що Володі не раз дорікали старші колеги. Тепер же, коли його не стало, цей складний виклад сприймається зовсім інакше: потужний промінь, який проникає у найвіддаленіші глибини невідомого, неповторне письмо з самобутньою енергією інтелекту, багатого різнобарвними відтінками. Його ні з ким не переплутаєш і прочитавши раз, бачиш і віриш, що книга з числа тих рідкісних, які стають «настільними» на довгі роки багатьох поколінь.
Володимир Зоценко назавжди залишиться в нашій пам'яті таким, яким ми знали його за життя: трохи дивакуватим, незмінно щедрим і щирим до всіх, товариським, аж надто здатним на самопожертву. Він зміг піднести фах археолога-урбаніста на нову висоту, його важко запідозрити у використанні фактів, узятих із третіх рук. Кожну знахідку ретельно опрацьовував і перевіряв, як любив висловитися – «викручував» до останнього. Ніколи не відступався від основних фундаментальних, у тому числі й етичних, засад археології як науки. Артефакт залишався для нього поштучним, індивідуальним предметом, виготовленим людиною за нормами певної культури. Археологічне джерело мало пройти процедуру аналітичного вивчення, перш ніж стати джерелом історичної інформації. Він до кінця залишався вірним слугою археології.